# Зест
Зест (њем. Soest) град је у њемачкој савезној држави Северна Рајна-Вестфалија. Једно је од 14 општинских средишта округа Зоест. Према процјени из 2010. у граду је живјело 48.529 становника. Посједује регионалну шифру (AGS) 5974040, NUTS (DEA5B) и LOCODE (DE SOE) код.

## Географски и демографски подаци
Зест се налази у савезној држави Северна Рајна-Вестфалија у округу Зоест. Град се налази на надморској висини од 90 метара. Површина општине износи 85,8 km². У самом граду је, према процјени из 2010. године, живјело 48.529 становника. Просјечна густина становништва износи 566 становника/km².

## Међународна сарадња
| Мјесто     | Држава               | Врста сарадње | Од    |
| ---------- | -------------------- | ------------- | ----- |
| Шарошпатак | Мађарска             | партнерство   | 1995. |
| Бангор     | Уједињено Краљевство | партнерство   | 1973. |
|            | Француска            | пријатељство  | 2000. |
|            | Француска            | партнерство   | 1967. |
| Суст       | Холандија            | партнерство   | 2004. |
|            | Пољска               | контакт       | 2000. |
|            | Пољска               | контакт       | 2000. |
| Визби      | Шведска              | партнерство   | 1995. |
|            | Пољска               | партнерство   | 1995. |
| Кампен     | Холандија            | партнерство   | 1992. |
| Рига       | Летонија             | пријатељство  | 2000. |
| Извор      |                      |               |       |